# Liloan (Cebu)
Liloan ist eine Großraumgemeinde in der Provinz Cebu, auf der Insel Cebu, auf den Philippinen. Sie hat 118.753 Einwohner (Zensus 1. August 2015), die in 14 Barangays leben. Sie gehört zur ersten Einkommensklasse der Gemeinden auf den Philippinen und wird als Urban beschrieben.
Der Name der Gemeinde Liloan geht auf ein natürliches Phänomen zurück. Im Inland der Gemeinde liegt eine flache Seenlandschaft. Bei einsetzender Flut dringt das Wasser über kleine Kanäle in die Seen ein und sorgt so für einen Wasseraustausch in den flachen Lagunen. Bei zurückweichendem Wasser während der Ebbe verbleibt der größte Teil des Wassers in den seichten Gewässern und die Kanäle fallen trocken. Dieser Vorgang wird auf Cebuano Lilo genannt und kann in der Silot-Bucht beobachtet werden.

## Geographie
Liloan liegt an der Ostküste der Insel Cebu an der Camotes-See. Cebu City liegt ca. 24 km südöstlich der Gemeinde und ist über die Küstenstraße von dort zu erreichen. Die Nachbargemeinden sind Compostela im Norden, Cebu City im Osten und Consolacion im Süden.

## Barangays
| - Cabadiangan - Calero - Catarman - Cotcot - Jubay | - Lataban - Mulao - Poblacion - San Roque - San Vicente | - Santa Cruz - Tabla - Tayud - Yati |

## Persönlichkeiten
- Euginius Cañete (* 1966), römisch-katholischer Geistlicher, Bischof von Gumaca

## Weblinks

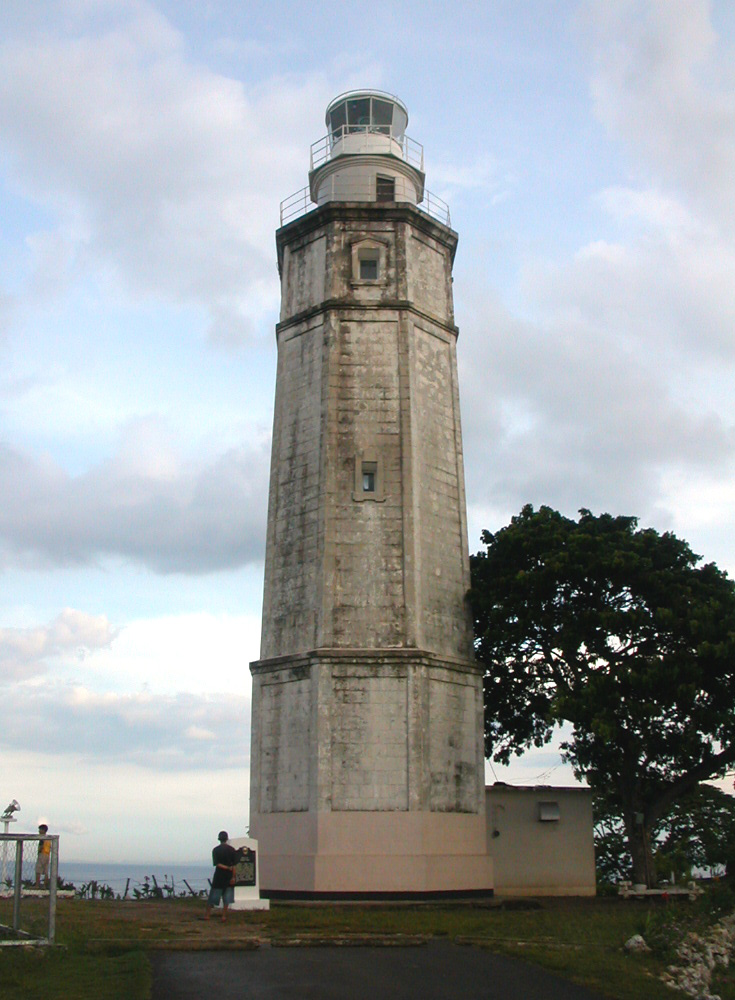
Der Leuchtturm am Kap Bagacay